# 花山镇 (广州市)
花山镇，是中华人民共和国广东省广州市花都区下辖的一个乡镇级行政单位。位于花都区东部。辖区总面积116.40平方公里。户籍人口7.6万人，外来人口约3万人。106国道、机场高速公路北延线贯穿全镇。

## 行政区划
花山镇下辖以下地区：
两龙社区、东湖村、平东村、龙口村、新和村、小布村、平山村、平西村、洛场村、东华村、永明村、两龙村、东方村、南村、铁山村、五星村、和郁村、布岗村、永乐村、花城村、城西村、儒林村、红群村、源和村、紫西村、福源村和狮民村。